# 拉科韋茨 (伊凡諾-法蘭科夫斯克區)
48°42′44″N 24°22′52″E / 48.71222°N 24.38111°E
拉科韋齊（烏克蘭語：Раковець），是烏克蘭西部的村莊，隸屬伊萬諾-弗蘭科夫斯克州的伊萬諾-弗蘭科夫斯克區。該村面積8平方公里，2001年人口1,934，人口密度每平方公里241.8人。